# Loxandrus proximus
Loxandrus proximus är en skalbaggsart som beskrevs av Maximilien de Chaudoir. Loxandrus proximus ingår i släktet Loxandrus och familjen jordlöpare. Inga underarter finns listade i Catalogue of Life.